# Vlag van Baijum

Vlag van Baijum

De vlag van Baijum is de dorpsvlag van het Nederlandse dorp Baijum, in de Friese gemeente Waadhoeke. De vlag werd in 1999 aangenomen en in 2001 geregistreerd. Het ontwerp van de vlag is van de hand van J.C. Terluin en R.J. Broersma.

## Beschrijving
De beschrijving van de vlag is als volgt:
Twee hoogtebanen 1 : 2; de eerste baan verdeeld in drie lengtebanen wit, blauw en wit, 1 : 8 : 1, met op het blauw een gele korenschoof; de vlucht rood, met een uit de witte banen spruitende witte gotische lancettracering, voorzien van twee opengewerkte witte toten en met de punt op 14/15 vlaglengte.
De kleuren zijn afkomstig van het dorpswapen.

## Symboliek

Rood vierkant: verwijst naar het doopvont in de kerk van Baijum.
- Gotische nis: eveneens ontleend aan het doopvont in de kerk.[3]
- Blauwe baan: afkomstig van het wapen van Littenseradeel, de gemeente waar Baijum eertijds tot behoorde.[3]
- Korenschoof: duiden op de landbouw rond het dorp.[3]